# Penetanguishene
Penetanguishene (offiziell Town of Penetanguishene, umgangssprachlich verkürzt Penetang) ist eine Gemeinde im Süden der kanadischen Provinz Ontario. Sie liegt in Simcoe County und hat den Status einer Lower Tier (untergeordneten Gemeinde).
Der Ortsname Penetanguishene geht zurück auf einen Namen in der Algonkin-Sprache und bedeutet sinngemäß „Ort der weißen Sandstrände“.

## Lage
Penetanguishene liegt an einer als „Penetang Harbour“ bezeichneten Bucht der Georgian Bay. Die Gemeinde befindet sich etwa 130 Kilometer nördlich von Toronto und grenzt unmittelbar an das südöstlich gelegene Midland.

## Geschichte
Ursprünglich Siedlungsgebiet verschiedener Völker der First Nations, hier hauptsächlich der Huronen und auch der Anishinaabeg, reicht der europäisch geprägte Teil der Geschichte der heutigen Gemeinde zurück bis zur Ankunft europäischer Entdecker im 17. Jahrhundert. Bereits Samuel de Champlain und Étienne Brûlé bereisten die Gegend und lebten hier auch zeitweise bei den ansässigen First Nations. Zu einer nicht-nativen Ansiedlung kam es erst 1793 als  John Graves Simcoe, damals Vizegouverneur von Oberkanada, die Gegend bereiste und die Eignung der Bucht als Basis für die Royal Navy erkannte. Von 1813 bis 1856 wurde hier dann ein militärischer Standort von Navy und Army betrieben. 1818 wurde die „Penetanguishene Road“ vom damaligen York (heute Toronto) hierher eröffnet. Dem Verlauf dieser Straße folgt heute auch der King’s Highway 93 weitgehend. Die Ende der 1830er Jahre errichtete anglikanische Garnisonkirche „St. James-on-the-Lines“ gilt inzwischen als von historischem Wert.
Im Zusammenhang mit dem Ausbau der Eisenbahnnetze in Kanada war die Gemeinde auch eine Zeitlang an das Netz der Grand Trunk Railway angeschlossen.
Im Jahr 2001 wurde im Norden der Gemeinde das Central North Correctional Centre, ein Hochsicherheitsgefängnis für mehr als 1000 Insassen eröffnet. Von 2001 bis 2006 wurde es, als einzige Haftanstalt für Erwachsene in Kanada, von einem privaten Unternehmen betrieben. Inzwischen wurde es von staatlichen Stellen übernommen.

## Demografie
Der Zensus im Jahr 2016 ergab für die Gemeinde eine Bevölkerungszahl von 8962, nachdem der Zensus im Jahr 2011 noch 9111 Einwohner ergeben hatte. Damit hat die Bevölkerung in diesem Zeitraum entgegen dem Trend in der Provinz um 1,6 % leicht abgenommen, während der Provinzdurchschnitt bei einer Bevölkerungszunahme von 4,6 % lag. Bereits im Zensuszeitraum von 2006 bis 2011 hatte die Einwohnerzahl in der Gemeinde entgegen dem Trend in der Provinz deutlich um 2,6 % abgenommen, während sie im Provinzdurchschnitt um 5,7 % zunahm.
Die Bevölkerung in der Gemeinde ist älter als in der restlichen Provinz. Das Medianalter in der Gemeinde lag beim Zensus 2016 bei 49,9 Jahren, während es in der Provinz nur 41,3 Jahre betrug.
Der Anteil der französischsprachigen Franko-Ontarier ist in der Gemeinde mit rund 8,7 % überdurchschnittlich hoch. Im Provinzdurchschnitt liegt er nur bei rund 3,8 %.

## Persönlichkeiten
- Peter J. Moloney (1891–1989), Chemiker
- Bert Corbeau (1894–1942), Eishockeyspieler und -trainer
- Don Tannahill (* 1949), Eishockeyspieler
- James LaBrie (* 1963), Sänger
- Brian McReynolds (* 1965), Eishockeyspieler
- Patrick DesRochers (* 1979), Eishockeytorwart